# Тонування

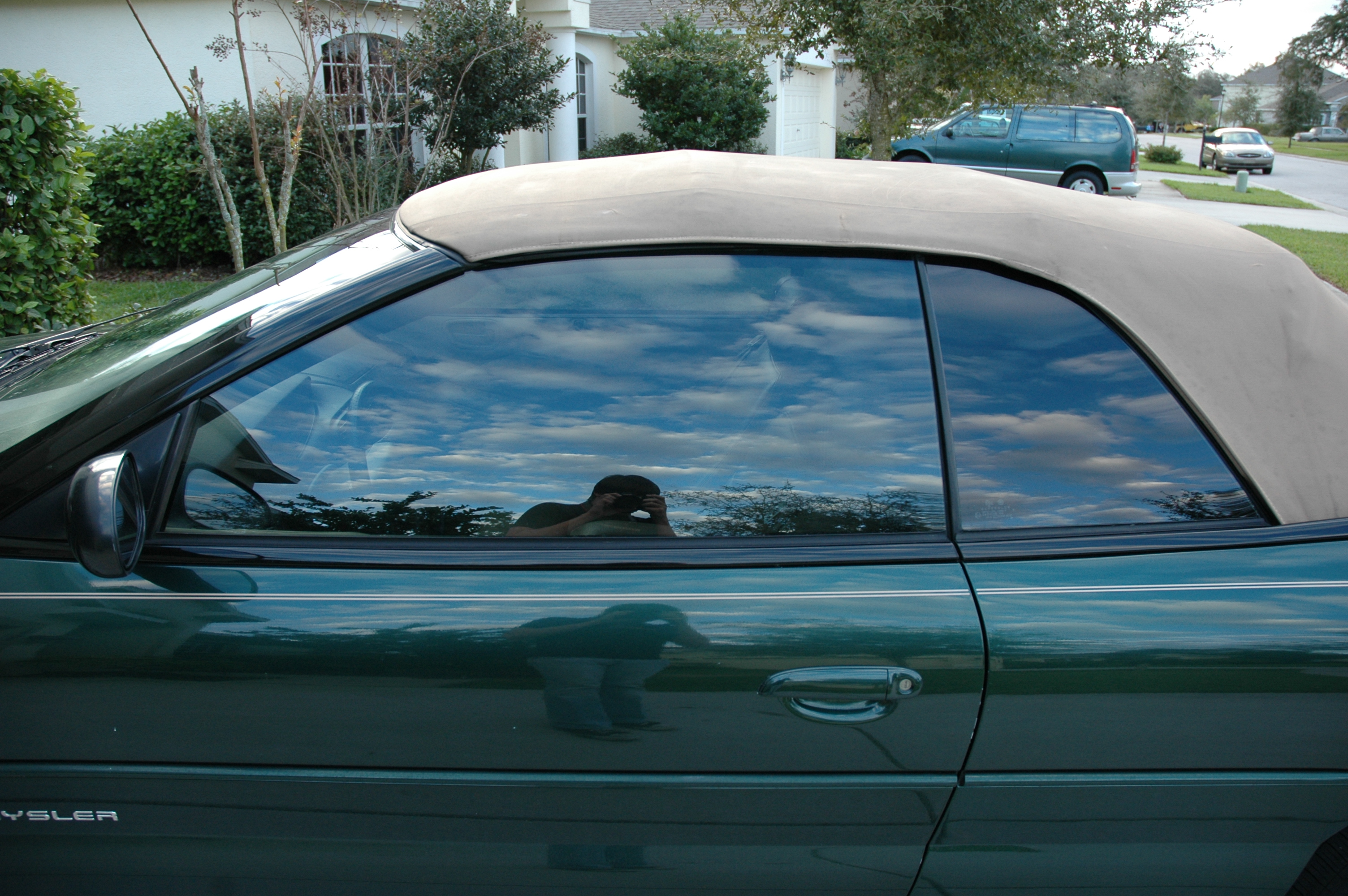
Тонування автомобільного скла

Тонування — зміна світлопропускання, кольору і відображають властивостей автомобільних стекол.

## Метод
На даний момент існує три способи Тонування автомобільних стекол:
- Через розпорошення.
- Віконні плівки.
- Захист через тканину.

### Метод обприскування
Суть обприскування полягає в нанесенні на скло тонкого шару металу або полімеру. Перевага:
- Дешевий.

Мінус:
- Крихкість.
- Труднощі перенесення кольору.
- Відсутність зміцнення скла.

### Віконні плівки
Суть методу полягає в приклеюванні плівки до скла автомобіля. За типом покриття плівки діляться на наступні види:
- Лакофарбове покриття — основною перевагою даного виду плівки є ціна.
- Металізований.
- Осадження — з магнетронним сплеском.

### Засоби захисту
Суть методу полягає в установці захисного екрану з чорного матеріалу (тканина, пластик) на віконний отвір автомобіля. Захисний засіб виготовляється відповідно до марки автомобіля. Перевага:
- Кріпиться до рами лобового скла автомобіля, не стосується лобового скла.
- Автомобільні скла зберігають функцію затемнення при опусканні.
- Засоби захисту є альтернативою тонуванню, забороненому законом.
- Можлива проста установка і розбирання (кілька разів).
- Захищає від комах, каменів, осколків скла.
- Повністю закриває отвір вікна.
- Виготовлення з отвором для курців і можливістю огляду бічних дзеркал заднього виду.
- Економія палива при використанні кондиціонера.

Мінус:
- Відсутність можливості перегляду, як у плівки.

## В Узбекистані
Зміна тону автомобільного скла на території Республіки Узбекистан було заборонено з 2005 по 2019 рік. У 2018 роци був реалізований проект постанови, що дозволяє тонування автомобільного скла. Тонування вікон проводиться державними структурами безпеки дорожнього руху на підставі дозволу, що видається строком на 1 рік, державним унітарним підприємством «Центр інноваційних проектів і послуг населенню» (узб. innovatsion loyihalar va aholiga xizmat ko'rsatish markazi) при Міністерстві внутрішніх справ Узбекистану (узб. Oʻzbekiston Respublikasi Ichki ishlar vazirligi), вартість якого становить 90 мінімальний розмір оплати праці / МРОТ для фізичних осіб, 120 МРОТ для юридичних осіб Республіки Узбекистан і 140 МРОТ для іноземних юридичних осіб. Голова Фонду мас-медіа Коміл Алламжонов (узб. Komil Allamjonov) зазначив, що за останній час літо в Узбекистані стає занадто спекотним, тому тонування вікон автомобілів необхідно робити безкоштовно.
На початку червня 2022 року юрист і блогер Камоліддін Баховудінов (узб. Kamoliddin Bahovudinov) звернувся до урядовців під гаслом «тонування — не злочин» (узб. tonirovka jinoyat emas). 28 червня того ж року повідомлялося, що глава держави Шавкат Мірзієєв (узб. Shavkat Mirziyoyev) прийняв рішення затемнити вікна автомобілів. Він сказав, що з 1 липня плата за тонування задніх бічних стекол автомобілів буде скасована, плата за повне тонування передніх бічних стекол буде знижена до 6 разів, а процедура обов'язкового технічного огляду легкових автомобілів, вік яких не перевищує 10 років з моменту їх виробництва, буде скасована.